# Marisol González
Pour les articles homonymes, voir Casas.
Marisol González Casas, née le 12 mars 1983,  est une actrice mexicaine, anciennement lauréate du concours de beauté Nuestra Belleza Mexico (Miss Mexique). Elle représenta son pays lors de Miss Univers le 3 juin 2003 au Panama. Elle débuta à la télévision dans la telenovela Contra viento y marea en 2005.

## Filmographie
- 2005 : Contra viento y marea
- 2007 : Vecinos
- 2007 : Yo amo a Juan Querendon